# 蘇珊·魏斯
蘇珊·魏斯（英語：Susan R. Weiss；1949年—）是一名美國病毒學家，現為賓州大學醫學院教授與冠狀病毒與新興病原研究中心的共同所長，研究領域為冠狀病毒。魏斯在加州大學舊金山分校進行博士後研究的後幾年開始研究冠狀病毒，1980年至賓州大學任教授後以冠狀病毒為其實驗室研究主題，她早期的研究以冠狀病毒的模式病毒鼠肝炎病毒（MHV）為大宗，建立了研究去髓鞘疾病的動物模型，並發現許多此病毒的基礎分子機制。2000年後隨著多種新型冠狀病毒疫情的爆發，她亦參與有關這些病毒的研究。

## 早年生活
蘇珊·魏斯於1949年出生於紐約曼哈頓上西區，成長於揚克斯，其母為教師，其父則經營服飾店。1971年魏斯畢業於布兰戴斯大学，主修生物學，接著至哈佛大學攻讀博士學位，研究主題為感染雞隻的病毒疾病新城病，隨後她至加州大學舊金山分校任博士後研究員，研究家禽白血病病毒，指導教授為米高·畢曉普，魏斯在此任職最後幾年偶然閱讀了許多關於冠狀病毒的論文，漸對其產生興趣，與加州大學聖地牙哥分校的朱利安·萊波維希（Julian Leibowitz）合作展開研究。

## 研究生涯
1980年，蘇珊·魏斯至賓州大學微生物學系擔任助理教授，在參加同年於德國符茲堡舉辦的第一屆冠狀病毒研討會後決定以冠狀病毒為其實驗室研究主題，當時學界對冠狀病毒所知甚少，大部分是研究模式病毒鼠肝炎病毒，另有一些學者研究家畜與家禽的冠狀病毒，以及229E病毒和OC43病毒等造成人類感冒的病毒。魏斯以鼠肝炎病毒為動物模型研究腦炎、去髓鞘疾病與肝炎，1986年升任副教授，1992年獲聘為正教授。
2020年3月，因應2019冠狀病毒病疫情，賓州大學成立冠狀病毒與新興病原研究中心（Center of Research for Coronaviruses and Other Emerging Pathogens）以促進有關SARS-CoV-2的研究，由蘇珊·魏斯擔任共同所長，美國疾病管制與預防中心授權魏斯在BSL 3實驗室研究SARS-CoV-2。

## 研究成果
蘇珊·魏斯的研究成果闡明了冠狀病毒的許多分子機制，2000年以前她主要研究鼠肝炎病毒，之後隨著SARS、MERS與2019冠狀病毒病疫情的爆發而開始研究這些新型冠狀病毒。過去認為冠狀病毒感染的細胞種類僅由表面的刺突蛋白（spike protein）決定，她的研究則發現複製酶、衣殼蛋白與輔助蛋白也有影響，因此不同株系的鼠肝炎病毒雖然都是使用同一種受體（CEACAM1），卻能感染腸道、呼吸道、肝臟與中樞神經等不同的組織。另外她還發現了鼠肝炎病毒中原本功能未知的NS2輔助蛋白有磷酸二酯酶的功能，可將細胞中的2′,5′-寡腺苷酸（2′,5′-oligoadenylate）降解，避免其活化細胞中的核糖核酸酶L而啟動分解病毒RNA的防衛機制，且中東呼吸症候群冠狀病毒（MERS-CoV）的輔助蛋白NS4b和其結構相似，並有類似功能。